# Tupaia de les Filipines
La tupaia de les Filipines (Urogale everetti) és una espècie de tupaia endèmica de l'illa de Mindanao, a les Filipines. Viu en boscos a entre 750 i 2.250 metres d'altitud per sobre el nivell del mar. Està amenaçada per la pèrdua d'hàbitat.